# Copa del Món de ciclisme en pista de 2017-2018
La Copa del Món de ciclisme en pista de 2017-2018 és la 26a edició de la Copa del Món de ciclisme en pista. Se celebra del 4 de novembre de 2017 al 21 de gener de 2018 amb la disputa de cinc proves.

## Proves
| Data                | Lloc             |
| ------------------- | ---------------- |
| 3-5 novembre 2017   | Pruszków         |
| 10-12 novembre 2017 | Manchester       |
| 1-3 desembre 2017   | Milton           |
| 9-10 desembre 2017  | Santiago de Xile |
| 19-21 gener 2018    | Minsk            |

## Resultats

### Masculins
| Event                 | Guanyador                                                                        | Segon                                                                                 | Tercer                                                                     |
| Pruszków              | Pruszków                                                                         | Pruszków                                                                              | Pruszków                                                                   |
| --------------------- | -------------------------------------------------------------------------------- | ------------------------------------------------------------------------------------- | -------------------------------------------------------------------------- |
| Keirin                | Matthijs Büchli (NED)                                                            | Joachim Eilers (GER)                                                                  | Sébastien Vigier (FRA)                                                     |
| Velocitat             | Matthew Glaetzer (AUS)                                                           | Mateusz Rudyk (POL)                                                                   | Edward Dawkins (NZL)                                                       |
| Velocitat per equips  | Països Baixos · Jeffrey Hoogland · Harrie Lavreysen · Nils van 't Hoenderdaal    | França · Benjamin Edelin · Melvin Landerneau · Quentin Lafargue                       | Regne Unit · Ryan Owens · Jack Carlin · Joseph Truman                      |
| Persecució per equips | Itàlia · Francesco Lamon · Liam Bertazzo · Simone Consonni · Filippo Ganna       | Alemanya · Felix Groß · Theo Reinhardt · Nils Schomber · Domenic Weinstein            | Rússia · Lev Gonov · Sergey Schilov · Ivan Smirnov · Dmitriy Sokolov       |
| Scratch               | Robbe Ghys (BEL)                                                                 | Edgar Stepanyan (ARM)                                                                 | Roy Pieters (NED)                                                          |
| Puntuació             | Nikita Panassenko (KAZ)                                                          | Christos Volikakis (GRE)                                                              | Liam Bertazzo (ITA)                                                        |
| Madison               | Austràlia · Cameron Meyer · Callum Scotson                                       | Bèlgica · Kenny De Ketele · Moreno De Pauw                                            | França · Florian Maitre · Benjamin Thomas                                  |
| Òmnium                | Niklas Larsen (DEN)                                                              | Szymon Sajnok (POL)                                                                   | Claudio Imhof (SUI)                                                        |
| Manchester            |                                                                                  |                                                                                       |                                                                            |
| Quilòmetre            | Matthew Glaetzer (AUS)                                                           | Eric Engler (GER)                                                                     | Callum Skinner (GBR)                                                       |
| Keirin                | Matthijs Büchli (NED)                                                            | Andrí Vinokurov (UKR)                                                                 | Juan Peralta (ESP)                                                         |
| Velocitat             | Harrie Lavreysen (NED)                                                           | Mateusz Rudyk (POL)                                                                   | Matthew Glaetzer (AUS)                                                     |
| Velocitat per equips  | Alemanya · Robert Förstemann · Maximilian Levy · Joachim Eilers                  | Beat Cycling Club · Theo Bos · Roy van den Berg · Matthijs Büchli                     | Països Baixos · Jeffrey Hoogland · Sam Ligtlee · Nils van 't Hoenderdaal   |
| Persecució per equips | Regne Unit · Steven Burke · Ed Clancy · Oliver Wood · Kian Emadi-Coffin          | Dinamarca · Casper Pedersen · Casper von Folsach · Julius Johansen · Kristian Eriksen | França · Benjamin Thomas · Florian Maitre · Louis Pijourlet · Thomas Denis |
| Scratch               | Nikita Panassenko (KAZ)                                                          | Jonathan Mould (GBR)                                                                  | Wim Stroetinga (NED)                                                       |
| Madison               | Dinamarca · Niklas Larsen · Casper von Folsach                                   | França · Morgan Kneisky · Benjamin Thomas                                             | Polònia · Daniel Staniszewski · Wojciech Pszczolarski                      |
| Òmnium                | Benjamin Thomas (FRA)                                                            | Niklas Larsen (DEN)                                                                   | Albert Torres (ESP)                                                        |
| Milton                |                                                                                  |                                                                                       |                                                                            |
| Keirin                | Harrie Lavreysen (NED)                                                           | Lewis Oliva (GBR)                                                                     | Joachim Eilers (GER)                                                       |
| Velocitat             | Jeffrey Hoogland (NED)                                                           | Ethan Mitchell (NZL)                                                                  | Jack Carlin (GBR)                                                          |
| Velocitat per equips  | Nova Zelanda · Edward Dawkins · Ethan Mitchell · Sam Webster                     | Regne Unit · Jack Carlin · Philip Hindes · Callum Skinner                             | Txèquia · Martin Čechman · Pavel Kelemen · David Sojka                     |
| Persecució per equips | Nova Zelanda · Jared Gray · Nicholas Kergozou · Thomas Sexton · Campbell Stewart | Canadà · Michael Foley · Derek Gee · Adam Jamieson · Jay Lamoureux                    | Suïssa · Robin Froidevaux · Gino Mader · Lukas Rüegg · Gael Suter          |
| Puntuació             | Niklas Larsen (DEN)                                                              | Mark Stewart (GBR)                                                                    | Kenny De Ketele (BEL)                                                      |
| Madison               | Bèlgica · Kenny De Ketele · Lindsay De Vylder                                    | Nova Zelanda · Thomas Sexton · Campbell Stewart                                       | Regne Unit · Mark Stewart · Oliver Wood                                    |
| Òmnium                | Niklas Larsen (DEN)                                                              | Oliver Wood (GBR)                                                                     | Gael Suter (SUI)                                                           |
| Santiago de Xile      |                                                                                  |                                                                                       |                                                                            |
| Keirin                | Yūta Wakimoto (JPN)                                                              | Andrí Vinokurov (UKR)                                                                 | Pavel Kelemen (CZE)                                                        |
| Velocitat             | Vasilijus Lendel (LTU)                                                           | Denís Dmítriev (RUS)                                                                  | Andrí Vinokurov (UKR)                                                      |
| Velocitat per equips  | Rússia · Denís Dmítriev · Shane Perkins · Pàvel Iakuixevski                      | França · Rayan Helal · Melvin Landerneau · François Pervis                            | Corea del Sud · Im Chae-bin · Park Je-one · Son Je-yong                    |
| Persecució per equips | Nova Zelanda · Jared Gray · Nicholas Kergozou · Thomas Sexton · Harry Waine      | Japó · Shinsuke Imamura · Ryo Chikatani · Shogo Ichimaru · Keitaro Sawada             | Estats Units · Gavin Hoover · Ashton Lambie · Adrian Hegyvary · Eric Young |
| Madison               | Nova Zelanda · Thomas Sexton · Campbell Stewart                                  | Itàlia · Francesco Lamon · Michele Scartezzini                                        | Àustria · Andreas Graf · Andreas Müller                                    |
| Òmnium                | Daniel Holloway (EUA)                                                            | Eiya Hashimoto (JPN)                                                                  | Roman Hladix (UKR)                                                         |
| Minsk                 |                                                                                  |                                                                                       |                                                                            |

### Femenins
| Event                 | Guanyadora                                                                          | Segona                                                                              | Tercera                                                                    |
| Pruszków              | Pruszków                                                                            | Pruszków                                                                            | Pruszków                                                                   |
| --------------------- | ----------------------------------------------------------------------------------- | ----------------------------------------------------------------------------------- | -------------------------------------------------------------------------- |
| Keirin                | Kristina Vogel (GER)                                                                | Daria Shmeleva (RUS)                                                                | Stephanie Morton (AUS)                                                     |
| Velocitat             | Kristina Vogel (GER)                                                                | Stephanie Morton (AUS)                                                              | Mathilde Gros (FRA)                                                        |
| Velocitat per equips  | Alemanya · Pauline Grabosch · Kristina Vogel                                        | Països Baixos · Kyra Lamberink · Hetty van de Wouw                                  | Rússia · Anastasiia Voinova · Daria Shmeleva                               |
| Persecució            | Justyna Kaczkowska (POL)                                                            | Annemiek van Vleuten (NED)                                                          | Elisa Balsamo (ITA)                                                        |
| Persecució per equips | Itàlia · Tatiana Guderzo · Elisa Balsamo · Silvia Valsecchi · Francesca Pattaro     | Canadà · Allison Beveridge · Ariane Bonhomme · Annie Foreman-Mackey · Kinley Gibson | Regne Unit · Emily Kay · Neah Evans · Manon Lloyd · Emily Nelson           |
| Scratch               | Maria Averina (RUS)                                                                 | Justyna Kaczkowska (POL)                                                            | Olivija Baleišytė (LTU)                                                    |
| Puntuació             | Lotte Kopecky (BEL)                                                                 | Hanna Solovei (UKR)                                                                 | Coralie Demay (FRA)                                                        |
| Madison               | Bèlgica · Lotte Kopecky · Jolien D'Hoore                                            | Regne Unit · Elinor Barker · Emily Nelson                                           | Itàlia · Maria Giulia Confalonieri · Elisa Balsamo                         |
| Òmnium                | Kirsten Wild (NED)                                                                  | Jennifer Valente (EUA)                                                              | Amalie Dideriksen (DEN)                                                    |
| Manchester            |                                                                                     |                                                                                     |                                                                            |
| 500 metres            | Daria Shmeleva (RUS)                                                                | Miriam Welte (GER)                                                                  | Olena Starikova (UKR)                                                      |
| Keirin                | Kristina Vogel (GER)                                                                | Shanne Braspennincx (NED)                                                           | Laurine van Riessen (NED)                                                  |
| Velocitat             | Kristina Vogel (GER)                                                                | Laurine van Riessen (NED)                                                           | Anastassia Vóinova (RUS)                                                   |
| Velocitat per equips  | Alemanya · Miriam Welte · Kristina Vogel                                            | Rússia · Anastasiia Voinova · Daria Shmeleva                                        | Holy Brother · Bao Shanju · Guo Yufang                                     |
| Persecució per equips | Regne Unit · Elinor Barker · Neah Evans · Katie Archibald · Emily Nelson            | Itàlia · Tatiana Guderzo · Elisa Balsamo · Silvia Valsecchi · Francesca Pattaro     | Japó · Kie Furuyama · Yumi Kajihara · Kisato Nakamura · Yuya Hashimoto     |
| Scratch               | Rachele Barbieri (ITA)                                                              | Yang Qianyu (HKG)                                                                   | Jolien D'Hoore (BEL)                                                       |
| Madison               | Regne Unit · Elinor Barker · Katie Archibald                                        | Bèlgica · Lotte Kopecky · Jolien D'Hoore                                            | Itàlia · Rachele Barbieri · Elisa Balsamo                                  |
| Òmnium                | Jennifer Valente (EUA)                                                              | Katie Archibald (GBR)                                                               | Amalie Dideriksen (DEN)                                                    |
| Milton                |                                                                                     |                                                                                     |                                                                            |
| Keirin                | Kristina Vogel (GER)                                                                | Katy Marchant (GBR)                                                                 | Shanne Braspennincx (NED)                                                  |
| Velocitat             | Kristina Vogel (GER)                                                                | Shanne Braspennincx (NED)                                                           | Laurine van Riessen (NED)                                                  |
| Velocitat per equips  | Alemanya · Miriam Welte · Kristina Vogel                                            | Països Baixos · Laurine van Riessen · Hetty van de Wouw                             | Corea del Sud · Kim Wong-yeong · Lee Hye-jin                               |
| Persecució per equips | Canadà · Allison Beveridge · Ariane Bonhomme · Annie Foreman-Mackey · Kinley Gibson | Nova Zelanda · Rushlee Buchanan · Kirstie James · Bryony Botha · Michaela Drummond  | França · Clara Copponi · Coralie Demay · Laurie Berthon · Valentine Fortin |
| Puntuació             | Katie Archibald (GBR)                                                               | Jasmin Duehring (CAN)                                                               | Jarmila Machačová (CZE)                                                    |
| Madison               | Regne Unit · Eleanor Dickinson · Katie Archibald                                    | França · Coralie Demay · Laurie Berthon                                             | Nova Zelanda · Racquel Sheath · Michaela Drummond                          |
| Òmnium                | Yumi Kajihara (JPN)                                                                 | Allison Beveridge (CAN)                                                             | Eleanor Dickinson (GBR)                                                    |
| Santiago de Xile      |                                                                                     |                                                                                     |                                                                            |
| Keirin                | Madalyn Godby (EUA)                                                                 | Natasha Hansen (NZL)                                                                | Liubov Bassova (UKR)                                                       |
| Velocitat             | Liubov Bassova (UKR)                                                                | Dària Xmeliova (RUS)                                                                | Lee Hye-jin (KOR)                                                          |
| Velocitat per equips  | Ucraïna · Liubov Bassova · Olena Starikova                                          | Holy Brother · Bao Shanju · Guo Yufang                                              | Corea del Sud · Kim Wong-yeong · Lee Hye-jin                               |
| Persecució per equips | Nova Zelanda · Rushlee Buchanan · Kirstie James · Bryony Botha · Racquel Sheath     | Itàlia · Simona Frapporti · Marta Cavalli · Silvia Valsecchi · Francesca Pattaro    | Japó · Kie Furuyama · Nao Suzuki · Kisato Nakamura · Yuya Hashimoto        |
| Madison               | Nova Zelanda · Racquel Sheath · Michaela Drummond                                   | Dinamarca · Trine Schmidt · Julie Leth                                              | Itàlia · Elisa Balsamo · Marta Cavalli                                     |
| Òmnium                | Yumi Kajihara (JPN)                                                                 | Elisa Balsamo (ITA)                                                                 | Tetiana Klimtxenko (UKR)                                                   |
| Minsk                 |                                                                                     |                                                                                     |                                                                            |

## Classificacions

### Països
| Rang | País/Equip | Pruszków | Manchester | Milton | Santiago de Xile | Minsk | Total |
| ---- | ---------- | -------- | ---------- | ------ | ---------------- | ----- | ----- |

### Masculins
| Pos. | Ciclista | Pru | Man | Mil | San | Min | Pts |

| Pos. | Ciclista | Pru | Man | Mil | San | Min | Pts |

| Pos. | Equip | Pru | Man | Mil | San | Min | Pts |

| Pos. | Equip | Pru | Man | Mil | San | Min | Pts |

| Pos. | Ciclista | Pru | Man | Mil | San | Min | Pts |

| Pos. | Ciclista | Pru | Man | Mil | San | Min | Pts |

| Pos. | Ciclista | Pru | Man | Mil | San | Min | Pts |

| Pos. | Ciclista | Pru | Man | Mil | San | Min | Pts |

| Pos. | Ciclista | Pru | Man | Mil | San | Min | Pts |

| Pos. | Equip | Pru | Man | Mil | San | Min | Pts |

### Femenins
| Pos. | Ciclista | Pru | Man | Mil | San | Min | Pts |

| Pos. | Ciclista | Pru | Man | Mil | San | Min | Pts |

| Pos. | Equip | Pru | Man | Mil | San | Min | Pts |

| Pos. | Equip | Pru | Man | Mil | San | Min | Pts |

| Pos. | Ciclista | Pru | Man | Mil | San | Min | Pts |

| Pos. | Ciclista | Pru | Man | Mil | San | Min | Pts |

| Pos. | Ciclista | Pru | Man | Mil | San | Min | Pts |

| Pos. | Ciclista | Pru | Man | Mil | San | Min | Pts |

| Pos. | Ciclista | Pru | Man | Mil | San | Min | Pts |

| Pos. | Equip | Pru | Man | Mil | San | Min | Pts |